# 金韵奖
金韻獎，是1977年至1984年間由臺灣家電製造商新力股份有限公司主辦的青年校園民歌大賽的大獎名稱；每屆通過全國範圍内的評選，評選出冠軍歌手一名、優勝歌手若干名。

## 提要
1977年5月6日，新力公司、新力文教基金會與台北市陽明扶輪社合辦的「金韻獎青年歌謠演唱大賽」開始接受報名，分為「社會組」與「大專組」，分別選出「歌曲演唱」及「詞曲創作」之優勝者；歌曲演唱方式分為獨唱與重唱，詞曲創作部份分為「作曲」、「作詞或作曲」及「填詞」三種，皆以行政院新聞局徵選之歌曲、民謠為主；演唱部份報名日期為1977年5月6日至5月16日，創作部份報名日期為1977年5月6日至6月5日，一律通信報名；報名方式為報名者向新力公司各地分公司或服務站索取報名表，填妥後寄至「台北市林森北路372號2樓 金韻獎聯絡中心收」。金韻獎分北中南三區舉行試唱會；試唱會優勝者若通過複賽及決賽，可獲得獎金並獲聘為新力公司歌星。1977年6月20日，金韻獎舉行複賽，共有30餘人獲選晉級。1977年6月26日，金韻獎在北區大專學生社團活動中心舉行決賽，新力公司總經理呂傳東擔任主持人，林二、李奎然、盧昭洋、張繼高、顏廷階、黃克隆擔任評審，演唱組獲獎者為陳明韶、范廣慧、包美聖、張智真、曾若玄、劉宗立、陳淑惠、曾佩媛等，創作組獲獎者為劉蒼苔、施碧梧、邰肇玫、簡上仁、包美聖、傅幼文等。
1977年7月，新力公司「音樂製作部」第一張以「新格唱片」為品牌的唱片問世。1977年8月，新力公司提供1小時的電視專輯節目《金韻獎》給中視播出。1977年12月15日，新力公司提供《金韻獎》第2集給台視播出；《金韻獎》也是唯一被美國新聞處選送回美國播出的台灣電視音樂節目。
1978年6月17日18時30分，台視音樂節目《跳躍的音符》播出金韻獎專輯，陳明韶唱〈風，告訴我〉與一首英文歌，范廣慧唱〈春雷輕響的早晨〉。1978年6月，新格唱片推出《金韻獎第二輯》，收錄12首新曲都由新格管弦樂團伴奏，作曲者和演唱者是第一屆金韻獎的優勝者。
1979年4月，新格唱片推出《金韻獎第三輯》，收錄9首創作曲與3首古老民歌，皆由大專學生演唱；其中一首歌曲是李泰祥的〈春天的故事〉，7、8年前曾被歌林唱片歌手李金鈴灌過唱片，有版權問題。1979年6月2日，新力文教基金會舉辦第三屆金韻獎，限定16歲以上男女青年參加，報名方式為報名者向新力公司各地分公司或服務站、新格唱片經銷商等處索取報名表，填妥個人資料後寄至「台北市林森北路372號2樓 金韻獎聯絡中心收」，報名截止日期為1979年6月16日，以指定曲（試唱會）、自選曲（複賽、決賽）各一首及自由創作（須具曲詞及新風格）等為評審標準；初賽之指定曲係中華民國教育部主編之《愛國歌曲暨藝術歌曲集》，有〈小星星〉、〈家園好〉、〈懷鄉曲〉、〈故園情〉、〈台灣農家謠〉、〈守衛在戰鬥的最前方〉、〈珍惜青春〉、〈闍夜行〉、〈星語〉、〈秋懷曲〉等十首。1979年8月6日下午，第三屆金韻獎舉辦決賽，李泰祥、申學庸、曾道雄、鄧禹平、杜黑、翟黑山擔任評審，分為「一般歌曲」、「重唱組」、「藝術歌曲組」及「創作組作品發表」；前三組為歌唱比賽，創作組則是已事先選出的團體表演自創曲；重唱組與藝術歌曲組最後各取3名優勝者，第一名從缺；王海玲以英文歌〈我心屬於我〉獲得一般歌曲組第一名，重唱組得分最高者是江學世、李宗盛與張炳輝合唱的自創曲〈他們說〉。
金韵奖共举行5届，其中第一届至第四届在1977年至1980年间每年举行一次，代表着校园民歌的高峰时期。第五届在1984年举行，但已无往届的影响力。

## 歷屆獲獎名單

### 1977年，第一屆
- 冠軍歌手：陳明韶《Over and over》
- 優勝歌手：
  - 第二名：范廣慧
  - 第三名：包美聖
  - 優勝：楊耀東
  - 創作組優勝：包美聖
  - 創作組入圍：葉東安
  - 以民歌《深秋濃濃的楓紅裏》獲得金韻獎：朱天衣

- - 創作組得獎：以民歌《如果》獲得金韻獎：邰肇玫、施碧梧

### 1978年，第二屆
- 冠軍歌手：齊豫《Diamonds & Rust》(社會組)，劉士嘉/周清芬(二重唱)《中國民歌組曲》(大專組)
- 優勝歌手：李建復、黄大城、殷正洋(四重唱)、劉士嘉、旅行者三重唱等

- - 創作組首獎：丁菱娟《給你！呆呆！》

雖有歌曲「雨中即景」收錄於「金韻獎3」合輯中，但此曲演唱者王夢麟後來多次澄清自己從未參與金韻獎的比賽，而是透過投稿才獲得了錄音機會。

### 1979年，第三屆
- 冠軍歌手：王海玲《My Heart Belongs to Me》
- 優勝歌手：王新蓮、馬宜中、施孝榮、羅吉鎮、四小合唱團、木吉他合唱團、楊芳儀和徐曉菁二重唱等
- 入選：靳鐵章（入選創作組）

鄭怡在 2018.09.03 上【馬世芳/耳朵借我】廣播中說沒有獲得優勝歌手。

### 1980年，第四屆
- 冠軍歌手：鄭人文《破曉》
- 優勝歌手：蘇來、鄭華娟、李明德等

### 1984年，第五屆
- 冠軍歌手：潘志勤
- 優勝歌手：楊海薇、高惠瑜、柯惠珠、常新愚、于台烟、姚黛瑋

## 專輯

### 金韻獎專輯
| 發行日期 | 專輯名稱            | 發行公司 | 曲目 |
| -------- | ------------------- | -------- | --- |
| 1977/12  | 《金韻獎 紀念專輯》 | 新格唱片 | 曲目 1. 再別康橋 – 范廣慧 2. 如果 – 邰肇玫、施碧梧 3. 小雨中的回憶 – 劉宗立、曾佩媛、陳淑惠 4. 正月調 – 簡上仁 5. 滿庭芳草綠 6. 誰來海邊 – 陳明韶 7. 尋 – 詹薩耶璃 8. 小茉莉 – 包美聖 9. 情深無邊 – 陳明韶 10. 戀 – 謝玲玲、謝瑩瑩 11. 青鳥 – 張智真、曾若玄 12. 深秋濃濃的楓紅 – 朱天衣 |
| 1978/6   | 《金韻獎 第2輯》    | 新格唱片 | 曲目 1. 春雷輕響的早晨 – 范廣慧 劉春英 周香蓮（璇音） 2. 小小貝殼 – 邰肇玫 施碧梧 3. 相思 – 范廣慧 4. 她戴一朵茉莉花 – 楊耀東 李文心 5. 撒落一路杜鵑花 – 包美聖 6. 山旅中的笑語 – 謝玲玲 謝瑩瑩 二重唱 范廣慧 劉春英 周香蓮（璇音） 7. 山裡來的女孩 – 楊耀東 獨唱 李文心 邰肇玫 施碧梧 8. 願 – 詹薩耶璃 9. 我的情詩 – 謝玲玲 謝瑩瑩 10. 重逢 – 劉蒼苔 11. 壓歲錢 – 簡上仁 12. 夕陽下 – 邰肇玫 施碧梧 |
| 1979/4   | 《金韻獎3》         | 新格唱片 | 曲目 1. 雨中即景 – 王夢麟 2. 歸 – 李建復 3. 思潮 – 鐘麗莉 4. 彌度山歌 – 黃大城 5. 蘧蘧的蝴蝶 – 廖美惠 鄭夙娟 6. 小河淌水 – 江日勝 7. 春天的故事 – 齊豫 8. 他們說 – 鄭文魁 9. 在銀色月光下 – 盧偉莉 10. 晚風 – 徐北荷 11. 愛的詩篇 – 鄭靜美 12. 給你！呆呆！ – 張碧珠 |
| 1979/4   | 《金韻獎4》         | 新格唱片 | 曲目 1. 待明朝 – 溫漢光 賴秀鑾 2. 杯底不可飼金魚 – 劉士嘉 3. 過新年 – 鍾瑞琴 4. 你曾否 – 胡佳蔚 5. Morning Train – 簡名正 曹銘宗 吳天泰 6. 德州黃玫瑰 – 林秀華 郭玖玲 殷正洋 邵維廉 7. 中國民歌組曲 – 劉士嘉 周清芬 8. 飄零的落花 – 黎惠姬 9. 四季花開 – 劉美玲 10. 控蕃薯 – 盧金定 11. 鄉村牧場 – 王之華 12. 登山 – 李皙晃 魏忻雍                                                                   |
| 1980     | 《金韻獎5》         | 新格唱片 | 曲目 1. 歸人沙城 – 施孝榮 2. 秋蟬 – 徐曉菁 楊芳儀 3. 永恆的生命 – 黃韻玲 黃珊珊 張瑞薰 許景淳 4. 春痕 – 陳幼芳 5. 憶童年 – 李宗琨 6. 朋友！別煩惱 – 鄭淑玲 7. 年 / 慶上元 – 劉士嘉 8. 梅雨季節 – 馬宜中 9. 生命的陽光 – 木吉他三重唱 10. 一個腳印一個記憶 – 吳翠卿 11. 水 – 孫鳳君 12. 小雨下不停嚒 – 鄭之敏                                                                                         |
| 1980     | 《金韻獎6》         | 新格唱片 | 曲目 1. 忘了我是誰 – 王海玲 2. 微光中的歌吟 – 鄭怡 3. 少年遊 – 陳麗雅 4. 逍遙歌 – 林秀岐 5. 快樂的女孩 – 施雯綾 江梅貞 6. 夕陽道別 – 羅吉鎮 7. 來唱家鄉的歌 – 譚荃中 吳明華 8. 請不要把眼光離開 – 王新蓮 9. 雨中的故事 – 袁芳 10. 一窗清響 – 高敏惠 11. 畫意 – 鍾琪 楊怡文 12. 燕子 – 蔡正驊 |
| 1980     | 《金韻獎7》         | 新格唱片 | 曲目 1. 老歌手 - 李建復 2. 圈兒詞 - 包美聖 3. 勿忘塵 - 王海玲 4. 看花 - 黃大城 鍾麗莉 5. 陽光的地方 - 陳明韶 6. 努力奮起 - 王夢麟 7. 七月涼山 - 王夢麟 8. 旅星 - 李建復 演唱 9. 故鄉.迴響 - 陳明韶 10. 媽媽說的故事 - 包美聖 11. 祝英台 - 黃大城 12. 雪花的快樂 - 王海玲 |
| 1981     | 《金韻獎8》         | 新格唱片 | 曲目 1. 易水寒 - 施孝榮 2. 微風.往事 - 鄭怡 3. 你是恆久的歌 - 馬宜中 4. 追憶 - 譚荃中 吳明華 5. 雨戀 - 木吉他合唱團 6. 想起那天- 吳翠卿 7. 風中的早晨 - 王新蓮 馬宜中 8. 沙城.歲月 - 施孝榮 吳翠卿 9. 橋 - 木吉他合唱團 鄭怡 10. 不要說再見 - 楊芳儀 徐曉菁 11. 山旅歸來 - 王新蓮 12. 請進冬風 - 楊芳儀 徐曉菁 譚荃中 吳明華                                                                         |
| 1981     | 《金韻獎9》         | 新格唱片 | 曲目 1. 破曉 - 鄭人文 2. 靈感 - 鄭華娟 3. 假日 - 蘇淑華 4. 原野春風 - 謝麗珊 5. 秋雪庵蘆色 - 吳四明 6. 浪漫小夜曲 - 陳麗莉 廖怡貞 徐雅君 馬毓芬 7. 往事知多少 - 何惠珠 8. 蛹 - 廖立維 9. 焰火 - 蘇來 10. 門前的風鈴 - 黃麗星 |
| 1982     | 《金韻獎10》        | 新格唱片 | 曲目 1. 我心似清泉 - 王海玲 2. 夜玫瑰 - 楊芳儀 徐曉菁 3. 當我告別時 - 王新蓮 4. 唯一的折盼 - 楊英霓 5. 情深夢痕 - 鄭人文 6. 話在兩端 - 黃韻玲 黃珊珊 張瑞董 許景淳 7. 空山靈雨 - 鄭人文 8. 春了 - 馬宜中 9. 相思的晚上 - 楊芳儀 楊芳卿 二重唱 10. 詠三國 - 劉文毅 張方 俆再明 張煒 11. 沉醉東風 - 王海玲                                                                                             |

### 金韻獎創新系列
| 出版日期 | 專輯名稱                                                      | 發行公司 | 曲目 |
| -------- | ------------------------------------------------------------- | -------- | --- |
| 1984     | 《金韻獎創新專輯》                                            | 新格唱片 | 曲目 1. 离开你走近你 - 王夢麟 2. 回忆的影像 - 林禹勝 3. 是否能看懂 - 田麗 4. 爱的真谛 - 許淑娟、林佳蓉 5. 雾 - 鄭人文 6. 误点小站 - 田麗 7. 请拥抱我 - 鄭人文 8. 时针与分针 - 許淑娟、林佳蓉 9. 夜班火车 - 林禹勝 10. 旅程 - 鄭人文 11. 校园恋曲 - 王夢麟                                                                            |
| 1984     | 《金韻獎創新系列2-全國大專創作歌謠比賽優勝紀念專輯》          | 新格唱片 | 曲目 1. 如果真的有来生 - 江明学 2. 悸动 - 高德华 3. 我深爱过 - 周秉钧、杨海薇 4. 时光暂停吧 - 林年佑 5. 能不能 - 张清芳 6. 不愿见你在梦中 - 薛忠铭、简明辉 7. 曾经拥有过 - 张清芳 8. 守住这一片阳光 - 林佳蓉、许淑娟 9. 回首 - 刘瑞璋、何子仪 10. 沐雨 - 刘健德 11. 未完成狂想曲 - 黄宏铭 12. 屋顶．晚霞．我 - 沈世萍                |
| 1984     | 《金韻獎創新系列3-第五屆金韻獎大賽優勝歌手/優秀作品紀念專輯》 | 新格唱片 | 曲目 1. 直到永遠 - 常新愚 姚黛瑋 2. 茶山情歌 - 潘志勤 3. 婚禮‧心願 - 潘志勤 字憶蘭 4. 廣寒的嘆息 - 趙淑明 趙慧明 5. 敘酒 - 林瓊龍 6. 月仙的故事 - 柯惠珠 7. 雨中別離 - 楊淑慧 8. 愛的哲理 - 陶恩惠 9. 忘情 - 王珙 10. 我的孤獨 - 姚黛瑋 11. 牽引我心 - 高惠瑜 楊海薇                                                                 |
| 1985     | 《金韻獎創新系列4》                                           | 新格唱片 | 曲目 1. 想一個你 - 常新愚 姚黛瑋 2. 戀愛到底是甚麼一回事 - 楊淑慧 樊士珍 陳雅彥 莊惠綺 3. 祂必來臨 - 楊海薇 高惠瑜 4. 釋─給詩 - 楊淑慧 樊士珍 陳雅彥莊惠綺 5. 如果能再 - 陶恩惠 6. 驚醒 - 林瓊瓏 7. 遺忘 - 林瓊瓏 8. 不再迷戀 - 高德華 9. 走出我心中 - 姚黛瑋 10. 不滅的光 - 楊海薇 高惠瑜 11. 褪色的重逢 - 江明學 12. 讓我 - 高德華 |